# 齊藤洋介
齊藤 洋介（さいとう ようすけ、1985年5月19日 - ）は、神奈川県出身の男子プロバスケットボール選手である。3人制バスケットボール3x3チームのUTSUNOMIYA BREX.EXEに所属。5人制バスケットでのポジションはシューティングガード。背番号11。

## 来歴
秦野高校から国士舘大学に進み、卒業後はストリートボールリーグのLEGENDやSOMECITY、クラブチームでのプレーを経て、2010年にTGI D-RISE加入。
2011年、bjリーグの新規参入チーム、信州ブレイブウォリアーズにドラフト外で入団。3シーズン在籍した。
2014-15シーズンは横浜ビー・コルセアーズでプレーした後、2015年7月に信州に復帰した。
2017-18シーズンをもって5人制バスケットを引退し、信州のアンバサダー（PR大使）に就任。
選手としては3x3に転向し、BREX.EXE（現：UTSUNOMIYA BREX.EXE）に加入。
2021年、3x3男子日本代表候補に選出される。同年、UTSUNOMIYA BREX.EXEで3x3.EXEプレミアのプレイオフを制し、MVPを受賞した。
2022年、FIBAアジア3x3カップに出場する日本代表に選出されたが、シンガポールへの渡航直前にコロナウイルス感染症の陽性反応が出たため辞退した。

## 経歴
- 秦野高校 - 国士舘大学 - LEGEND / SOMECITY 【勉族】 - TGI D-RISE（2010年〜2011年） - 信州（2011年〜2014年） - ヨコハマ（2014年〜2015年） - 信州（2015年〜2018年） - UTSUNOMIYA BREX.EXE（2018年〜）

## 主な成績
| シーズン         | チーム | GP | GS | MPG  | FG%  | 3P%  | FT%  | RPG | APG | SPG | BPG | TO  | PPG |
| ---------------- | ------ | -- | -- | ---- | ---- | ---- | ---- | --- | --- | --- | --- | --- | --- |
| bjリーグ 2011-12 | 信州   | 48 | 6  | 21.1 | .377 | .362 | .577 | 1.1 | 1.5 | 0.4 | 0.0 | 1.0 | 5.5 |
| bjリーグ 2012-13 | 信州   | 51 | 50 | 27.8 | .386 | .363 | .716 | 1.8 | 2.6 | 0.7 | 0.1 | 1.6 | 7.8 |
| bjリーグ 2013-14 | 信州   | 52 |    | 24.4 | .408 | .339 | .846 | 2.0 | 3.1 | 0.9 | 0.0 | 1.4 | 7.3 |
| bjリーグ 2014-15 | 横浜   | 50 |    | 18.4 | .357 | .296 | .783 | 1.4 | 1.9 | 0.4 | 0.0 | 0.9 | 4.5 |